# Queenhithe

Le ward de Queenhithe au sein de la Cité de Londres.

Queenhithe est l'un des vingt-cinq wards de la Cité de Londres.

## Géographie
Queenhithe est situé le long de la Tamise, au sud de la cathédrale Saint-Paul. Le Millennium Bridge franchit la Tamise à Queenhithe.
Au recensement de 2011, il comptait 319 habitants.

## Histoire
La première mention des quais de Queenhithe remonte à une charte d'Alfred le Grand de 898 où cette zone est appelée Aeðereshyð, « le quai d'Æthelred », en référence à l'ealdorman mercien Æthelred. Son nom actuel provient du vieil anglais cwēn « reine » et fait référence à la Mathilde d'Écosse, l'épouse du roi Henri Ier Beauclerc, qui en est la propriétaire au début du XIIe siècle.